# چاقوی نان

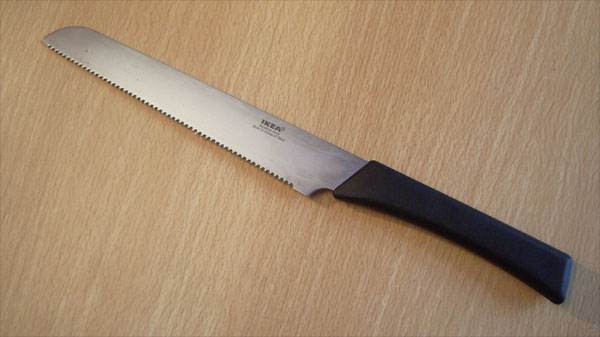
یک نمونه چاقوی نان امروزی

چاقوی نان (انگلیسی: Bread knife) برای برش نان استفاده می‌شود و یکی از چاقوهای آشپزخانه است که آشپزها از آن بهره می‌برند. تیغه‌های دندانه دار چاقوی نان باعث می‌شود تا نان نرم بدون له شدن، بریده شود.

## تاریخچه

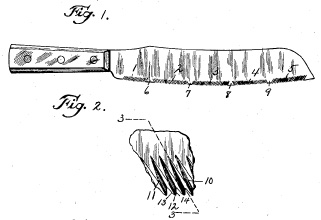
طرح چاقوی نان که توسط برنز به ثبت رسید، ۱۹۲۱

در سال ۱۸۹۳، نمونه ای از این چاقو در نمایشگاه جهانی کلمبیا که در شیکاگو برگزار گردید توسط کمپانی فریدریش دیک (اسلینگن، آلمان) در معرض نمایش گذاشته شد. حق امتیاز یک طرح، توسط جوزف برنز اهل سیراکیوس، نیویورک در ایالات متحده آمریکا به ثبت رسید.